# Revolution (2021)
L'édition 2021 de Revolution est un Pay-per-view de catch (lutte professionnelle) produit par la promotion américaine All Elite Wrestling. L'événement a eu lieu le 7 mars 2021 au Daily's Place à Jacksonville (Floride). Il s'agit de la seconde édition de Revolution.

## Contexte
Les spectacles de la All Elite Wrestling (AEW) sont constitués de matchs aux résultats prédéterminés par les scénaristes de la compagnie. Ces rencontres sont justifiées par des storylines – une rivalité entre catcheurs, la plupart du temps – ou par des qualifications survenues dans les shows de la AEW. Tous les catcheurs possèdent un gimmick, c'est-à-dire qu'ils incarnent un personnage gentil (Face) ou méchant (Heel), qui évolue au fil des rencontres. Un événement comme Revolution est donc un événement tournant pour les différentes storylines en cours.

## Tableau des matchs
| Ordre par numéros | Résultat | Stipulation(s) | Temps |
| --- | --- | --- | ----- |
| 1P | Dr Britt Baker D.M.D et Maki Itoh (avec Rebel) battent Riho et Thunder Rosa                                                      | Tag Team match | 14:50 |
| 2 | The Young Bucks (Matt et Nick Jackson) (c) battent The Inner Circle (Chris Jericho et MJF) (avec Wardlow)                        | Tag Team match pour les AEW World Tag Team Championship                                                                                            | 17:50 |
| 3 | Rey Fénix (Death Triangle) remporte la Casino Tag Team Battle Royal en éliminant en dernier Jungle Boy (Jurassic Express)        | Casino Tag Team Battle Royal L'équipe gagnante deviendra aspirante n°1 aux AEW World Tag Team Championship.                                        | 26:45 |
| 4 | Hikaru Shida (c) bat Ryo Mizunami                                                                                                | Match simple pour le AEW Women’s World Championship                                                                                                | 15:10 |
| 5 | Miro et Kip Sabian (avec Penelope Ford) battent Best Friends (Chuck Taylor et Orange Cassidy)                                    | Tag Team match | 7:50  |
| 6 | "Hangman" Adam Page bat Matt Hardy                                                                                               | Big Money match Le vainqueur reçoit les résultats du premier trimestre 2021 du perdant.                                                            | 14:40 |
| 7 | Scorpio Sky bat Cody Rhodes (avec Arn Anderson), Penta El Zero Miedo, Lance Archer (avec Jake Roberts), Max Caster et Ethan Page | Face of the Revolution Ladder match Le gagnant décroche l'anneau et aura droit à un match pour le AEW TNT Championship où et quand il le souhaite. | 23:15 |
| 8 | Darby Allin et Sting battent Team Taz (Brian Cage et Ricky Starks)                                                               | Street Fight Tag Team match | 13:40 |
| 9 | Kenny Omega (c) (avec Don Callis) bat Jon Moxley                                                                                 | Exploding Barbed Wire Death match pour le AEW World Championship                                                                                   | 25:15 |
| La lettre C placée entre parenthèses désigne la personne ou l’équipe championne en titre. P – indique que le match a eu lieu lors du pré-show | | |       |

### Participants et éliminations du Casino Tag Team Royale
| Numéro | Équipe                  | Entrants            | Ordre d'élimination | Eliminé par              | Éliminations |
| ------ | ----------------------- | ------------------- | ------------------- | ------------------------ | ------------ |
| 1      | The Natural Nightmares  | Dustin Rhodes       | 16                  | The Bunny                | 0            |
| 1      | The Natural Nightmares  | QT Marshall         | 7                   | Lui-même                 | 2            |
| 2      | The Dark Order          | Alan "5" Angels     | 1                   | Ortiz & Santana          | 0            |
| 2      | The Dark Order          | Preston "10" Vance  | 15                  | Jungle Boy & Luchasaurus | 0            |
| 3      | The Inner Circle        | Santana             | 12                  | Jungle Boy               | 3            |
| 3      | The Inner Circle        | Ortiz               | 9                   | Jungle Boy               | 3            |
| 4      | The Sydal Brothers      | Matt Sydal          | 3                   | Ortiz & Santana          | 0            |
| 4      | The Sydal Brothers      | Mike Sydal          | 2                   | Ortiz & Santana          | 0            |
| 5      | The Dark Order          | Evil Uno            | 13                  | Marko Stunt              | 0            |
| 5      | The Dark Order          | Stu Grayson         | 8                   | Bear Country             | 0            |
| 6      | Gunn Club               | Austin Gunn         | 5                   | QT Marshall              | 0            |
| 6      | Gunn Club               | Colten Gunn         | 6                   | QT Marshall              | 0            |
| 7      | The Pretty Picture      | Peter Avalon        | 4                   | Gunn Club                | 0            |
| 7      | The Pretty Picture      | Cezar Bononi        | 10                  | Luchasaurus              | 0            |
| 8      | Varsity Blonds          | Brian Pillman, Jr.  | 14                  | The Blade                | 0            |
| 8      | Varsity Blonds          | Griff Garrison      | 11                  | Luchasaurus              | 0            |
| 9      | Bear Country            | Bear Boulder        | 18                  | The Butcher              | 2            |
| 9      | Bear Country            | Bear Bronson        | 19                  | The Butcher              | 2            |
| 10     | Jurassic Express        | Jungle Boy          | 29                  | Rey Fenix                | 5            |
| 10     | Jurassic Express        | Luchasaurus         | 17                  | Bear Country             | 3            |
| 11     | The Butcher & The Blade | The Butcher         | 23                  | Daniels & Kazarian       | 2            |
| 11     | The Butcher & The Blade | The Blade           | 20                  | Pac & Fenix              | 1            |
| 12     | Private Party           | Isiah Kassidy       | 22                  | Reynolds & Silver        | 0            |
| 12     | Private Party           | Marq Quen           | 21                  | Pac & Fenix              | 0            |
| 13     | SoCal Uncensored        | Christopher Daniels | 24                  | Rey Fenix                | 1            |
| 13     | SoCal Uncensored        | Frankie Kazarian    | 26                  | Pac                      | 1            |
| 14     | Death Triangle          | PAC                 | 28                  | Jungle Boy               | 3            |
| 14     | Death Triangle          | Rey Fenix           | —                   | Winner                   | 5            |
| 15     | The Dark Order          | Alex Reynolds       | 25                  | Jungle Boy               | 1            |
| 15     | The Dark Order          | John Silver         | 27                  | Rey Fenix                | 1            |

## Liens Externes
- Site officiel de la AEW